# Садовский, Игорь Владимирович
Игорь Садовский (род. 6 февраля 1981 года в Единцах, Молдавская ССР) — молдавский кинематографист (кинорежиссёр, продюсер и сценарист).

## Биография
Родился в городе Единцы Молдавской ССР в семье ветеринарного врача Владимира Садовского и бухгалтера Нины Садовской.
В 20 лет уезжает в Италию. Получил высшее образования на факультете цифрового кинопроизводства SAE Institute в Милане, закончив его в 2010 году. В настоящее время работает в обеих странах.
С 2003 женат на Любе Садовской, с 2008 имеет дочь Кристину.
В 2017 году создал в Молдавии кинокомпанию Cinemascope Sadovski.

## Фильмография

### Короткометражные фильмы
- 2012 — Disturbia (также автор сценария)
- 2013 — Medalion (также автор сценария)
- 2016 — Flutulus (также автор сценария)
- 2017 — Canon
- 2018 — Spectrum (также автор сценария)

### Полнометражные фильмы
- 2019 — Werner Gruber (Вернер Грюбер) (также автор сценария и продюсер)
- 2020 — Charlotte/Шарлотта (также продюсер)

## Награды
- 2016 - премия жюри Real Time Film Festival (Лагос, Нигерия) в категории "лучшая режиссура" за картину Flutulus[1].
- 2018 — премия Скандинавского международного кинофестиваля (Хельсинки, Финляндия) в категории «лучший короткометражный фильм» за картину Spectrum[2].